# Rhododendron brachyanthum
Rhododendron brachyanthum är en ljungväxtart. Rhododendron brachyanthum ingår i släktet rododendron, och familjen ljungväxter.

## Underarter
Arten delas in i följande underarter:
- R. b. brachyanthum
- R. b. hypolepidotum